# Danh sách người giành giải Oscar, Emmy, Grammy và Tony
Đến nay, đã có 12 người từng giành cả bốn giải thưởng nghệ thuật thường niên lớn nhất Hoa Kỳ bao gồm giải Emmy, giải Grammy, giải Oscar và giải Tony. Những người này được gọi tắt bằng 4 chữ cái đứng đầu các giải thưởng EGOT. Những giải này tôn vinh thành tựu xuất sắc trong các lĩnh vực truyền hình, âm nhạc, điện ảnh và nhạc kịch. Thắng cả bốn giải này được coi như đã thắng được bức tường danh vọng lớn của giới showbiz. Cách gọi EGOT lần đầu tiên sử dụng bởi diễn viên Philip Michael Thomas.

## Danh sách những người giành cả bốn giải
Hiện tại, đã có 12 người giành được cả bốn giải thưởng kể trên. Họ là các diễn viên John Gielgud, Helen Hayes, Audrey Hepburn, Rita Moreno và Whoopi Goldberg; các nhạc sĩ Marvin Hamlisch, Richard Rodgers, Jonathan Tunick và Robert Lopez; đạo diễn/nhà biên kịch Mel Brooks; diễn viên hài/đạo diễn/nhà sản xuất Mike Nichols; và nhà sản xuất Scott Rudin.
Danh sách 12 người trên được liệt kê dưới đây.
| Tên             | Hoàn thành EGOT | Số năm để hoàn thành | Emmy    | Grammy | Oscar | Tony    |
| --------------- | --------------- | -------------------- | ------- | ------ | ----- | ------- |
| Richard Rodgers | 1962            | 17                   | 1962    | 19601  | 1945  | 19501,2 |
| Helen Hayes3    | 1977            | 45                   | 1953    | 1977   | 19321 | 19471,2 |
| Rita Moreno3    | 1977            | 16                   | 19771   | 1972   | 1961  | 1975    |
| John Gielgud    | 1991            | 30                   | 1991    | 1979   | 1981  | 19611,2 |
| Audrey Hepburn  | 1994            | 41                   | 1993    | 1994   | 19532 | 19542   |
| Marvin Hamlisch | 1995            | 23                   | 19951   | 19741  | 19731 | 1976    |
| Jonathan Tunick | 1997            | 20                   | 1982    | 1988   | 1977  | 1997    |
| Mel Brooks      | 2001            | 34                   | 19671   | 19981  | 1968  | 20011   |
| Mike Nichols    | 2001            | 40                   | 20011   | 1961   | 1967  | 19641   |
| Whoopi Goldberg | 2002            | 17                   | 20021,2 | 1985   | 1990  | 2002    |
| Scott Rudin     | 2012            | 28                   | 1984    | 2012   | 2007  | 19941   |
| Robert Lopez    | 2014            | 10                   | 2008    | 20121  | 2014  | 20041   |

Ghi chú:
^1 Các nghệ sĩ sau đó tiếp tục giành một (hoặc nhiều) trong số 4 giải thưởng trên.

^2 Nghệ sĩ nhận thêm giải danh dự hoặc giải không cạnh tranh (một hoặc nhiều).

^3 Nghệ sĩ giành Vương miện nhân ba cho diễn xuất, trong đó cá nhân/một nhóm diễn viên giành các giải Emmy, Oscar và Tony.

### Các giải thưởng quan trọng khác
- Marvin Hamlisch và Richard Rodgers còn giành giải Pulitzer.
- Gielgud, Goldberg, Hamlisch, Hepburn, Moreno, và Nichols từng nhận một hoặc nhiều giải Quả cầu vàng.
- Richard Rodgers, Helen Hayes, Mel Brooks, và Mike Nichols còn giành giải Tôn vinh của Trung tâm Kennedy.